# Philotheria viridis
Philotheria viridis är en insektsart som först beskrevs av Frederick Arthur Godfrey Muir 1934.  Philotheria viridis ingår i släktet Philotheria och familjen Dictyopharidae. Inga underarter finns listade i Catalogue of Life.